# وليام بروس (مهندس معماري)
السير ويليام بروس من كينروس، البارونت الأول (بالإنجليزية: William Bruce) (1630 - 1 يناير 1710)، كان مهندسًا إسكتلنديًا ناصعًا، «المؤسس الفعال للهندسة المعمارية الكلاسيكية في إسكتلندا»، كما يلاحظ هوارد كولفين. كشخصية رئيسية في تقديم أسلوب هندسة بالاديو إلى إسكتلندا، تمت مقارنته بالمهندسين المعماريين الإنجليز الرائدين إنيغو جونز وكريستوفر رن، والمقدمين المعاصرين للأسلوب الفرنسي في الهندسة المعمارية المحلية الإنجليزية، هيو ماي وروجر برات.